# Arrondissement Rambouillet
Arrondissement Rambouillet (fr. Arrondissement de Rambouillet) je správní územní jednotka ležící v departementu Yvelines a regionu Île-de-France ve Francii. Člení se dále na pět kantonů a 81 obcí.

## Kantony
- Chevreuse
- Maurepas
- Montfort-l'Amaury
- Rambouillet
- Saint-Arnoult-en-Yvelines